# Paphiopedilum helenae
Paphiopedilum helenae es una especie  de la familia de las orquídeas. 

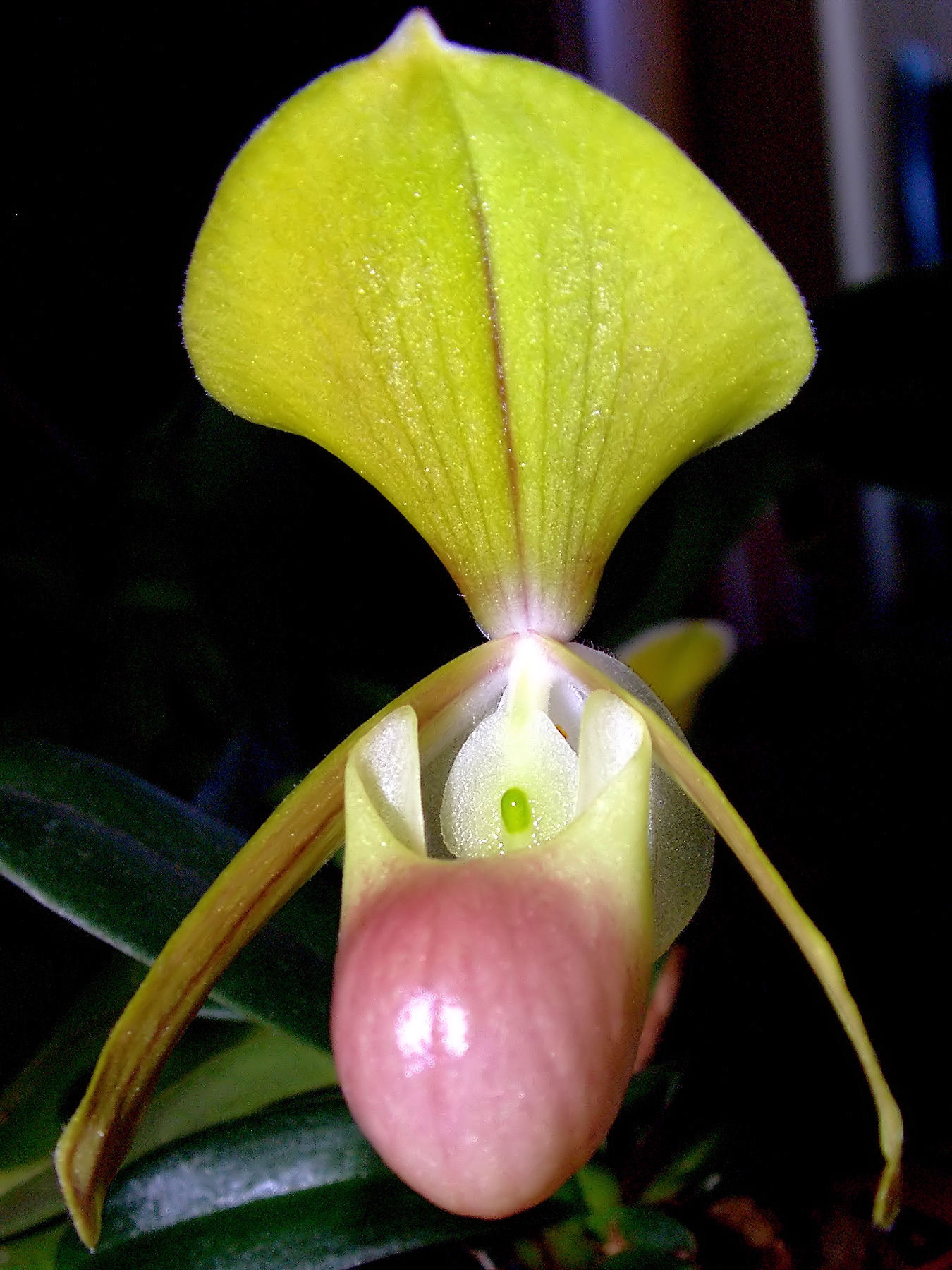
Detalle de la flor

## Descripción
Es una orquídea de tamaño pequeño, (la más pequeña del género). Con hábito de litofita tiene 3 a 5 hojas dísticas, coriáceas, carnosas y suculentas, rígidas, oblanceoladas a oblongo-elípticas, obtusas y tridenticuladas apicalmente, las hojas son verdes con algunas manchas moradas abajo cerca de la base de la que surge una inflorescencia suberecta o colgando ligeramente,de 4 a 7 cm de largo, poco densa y de color negro-púrpura pubescente con una sola flor que surge de una bráctea ovada a elíptica. La floración tiene lugar a finales del verano y el otoño.

## Distribución y hábitat
Encontrada recientemente en el norte de Vietnam y el sur de China en los bosques primarios, mixtos y de coníferas, semi-caducifolios, y bosques abiertos de hoja ancha en acantilados de piedra caliza erosionada en las caras mirando hacia el norte a una altitud de entre 100 y 900 metros,

## Taxonomía
Paphiopedilum helenae fue descrita por Leonid Averyanov y publicado en Botaničeskij Žhurnal (Moscow & Leningrad) 65(10): 1064. 1996.
Etimología
El nombre del género viene de « Cypris», Venus, y de "pedilon" = "zapato" ó "zapatilla" en referencia a su labelo inflado en forma de zapatilla.
helenae; epíteto otorgado en honor de Ellen Wilson, una entusiasta de las orquídeas americana.
Sinonimia
- Paphiopedilum delicatum Liu & Zhang 2001;
- Paphiopedilum helenae f. aureum O.Gruss & Roeth 1999;[3][4][1]